# Gonomyia amazona
Gonomyia amazona là một loài ruồi trong họ Limoniidae. Chúng phân bố ở vùng Tân nhiệt đới.